# 芦沢一明
芦沢 一明（あしざわ かずあき、1965年〈昭和40年〉 - 2018年〈平成30年〉3月3日）は、日本の政治家。渋谷区議会議員（立憲民主党渋谷）。当選6回で、区議会議長などを歴任した。日朝友好促進東京議員連絡会代表。

## 人物
東京都渋谷区幡ヶ谷生まれ。都立三田高校（定時制）を卒業した。専修大学経済学部を中退した。出版社に勤務した。1991年、区議会議員選挙に26才の最年少で初当選した。民主党結党に参画した。文教委員長、区議会民主党幹事長、民主党渋谷区支部長、区議会議長（第67代）、都市環境委員長などを歴任した。
2016年の第24回参議院議員通常選挙で有田芳生候補の選対本部長として応援した。2017年5月、北朝鮮を訪問。日本研究所の崔光明・上級研究員と会見し、日朝関係や朝鮮半島情勢について意見を交わした。同年12月、民進党に離党届を提出し、立憲民主党に参加した。2018年3月3日、新宿区内のマンション高層階から転落し、死亡した。警視庁は「自殺した可能性が高い」とみている。